# Юрино (Кологривский район)
Юрино — село Ильинского сельского поселения в Кологривском районе Костромской области. На 2020 год в Юрино улиц и переулков не числится

## Население
| 2008 | 2010 | 2014 |
| ---- | ---- | ---- |
| 0    | →0   | →0   |

Впервые упоминается в документах 18-19 века, на карте Шуберта 1826—1840 года селение подписано, как Юрина. В связи с сокращением сельского населения в деревнях в конце 20 го века перешла в статус «заброшенного» населённого пункта. Находится территориально между селом Ильинское и гор. Кологривом. Соседние деревни: на северо-запад в сторону Кологрива 1 км — деревня Шоргутово, на юг в сторону реки Унжи 1 км — урочище Павликово, усадьба Олонино, дер. Запоженье (Вяткина гора). По сведениям (перепись 1897 г. Кологривский уезд) дер. Юрино (Урино) Большое — количество дворов 19, количество душ об.пола 96, дер. Юрино (Урино) Малое на речке Капустинка — количество дворов 11, количество душ обоего пола 69.